# Whitesburg (Geórgia)
Whitesburg é uma cidade  localizada no estado americano de Geórgia, no Condado de Carroll.

## Demografia
Segundo o censo americano de 2000, a sua população era de 596 habitantes.
Em 2006, foi estimada uma população de 586, um decréscimo de 10 (-1.7%).

## Geografia
De acordo com o United States Census Bureau tem uma área de
7,3 km², dos quais 7,2 km² cobertos por terra e 0,1 km² cobertos por água. Whitesburg localiza-se a aproximadamente 258 m acima do nível do mar.

## Localidades na vizinhança
O diagrama seguinte representa as localidades num raio de 24 km ao redor de Whitesburg.